# Gare de Flinders Street
La gare de Flinders Street est la gare centrale du réseau de trains de banlieue de Melbourne en Australie. Elle est située à l'angle de Flinders Street et de Swanston Street, le long du fleuve Yarra au cœur de la cité, et elle s'étend de Swanston Street à Queen Street, couvrant deux îlots urbains. En semaine, plus de 110 000 banlieusards et 1 500 trains l'empruntent quotidiennement. Cette gare est desservie par la compagnie Metro Trains Melbourne pour le service banlieue et par V/Line pour le service régional jusqu'à Bairnsdale.
L'expression utilisée par les habitants de Melbourne « I'll meet you under the clocks » (Rendez-vous sous les horloges) se réfère à la rangée d'horloges, situées au-dessus de l'entrée principale, qui indiquent les heures de départ du prochain train de chaque ligne. Situé à l'intersection de deux des voies de communication les plus fréquentées de la ville, c'est un lieu de rendez-vous très usité.
Les horloges originales ont été remplacées pendant une courte période par des numériques, mais en raison d'un tollé public celles-ci ont vite disparu. Des projets virent le jour dans les années 1970 pour démolir la gare et pour la remplacer par un immeuble de bureaux. Ils ont été tous finalement abandonnés.

## Histoire

### Premiers terminus
La première gare créée à Flinders Street s'appelait « Melbourne terminus », et était constituée de hangars en bois. Achevée en 1854, elle fut ouverte officiellement le 12 septembre par le gouverneur, Charles Hotham. Ce terminus était la première gare construite en Australie, et le jour de son l'inauguration, eut lieu le départ du premier train à vapeur du pays. Il allait jusqu'à Sandridge (maintenant Port Melbourne), en passant sur le pont de Sandridge (maintenant réservé aux piétons), suivant ensuite la ligne de métro léger actuelle « Port Melbourne ».
Le premier terminus possédait un seul quai de 30 mètres de long, qui se trouvait près du bâtiment du marché aux poissons, à l'angle sud-ouest de Swanston Street et de Flinders Street. Un nouveau quai fut construit en 1877, ainsi que deux passerelles aériennes pour l'accès des voyageurs. En 1879, s'ajoutèrent de nouveaux bâtiments en bois et en tôle ondulée, et une station de télégraphe. Les premiers postes d'aiguillage furent ouverts dans cette gare en 1883, un à chaque extrémité des quais. Dans les années 1890, un troisième quai fut construit.
En 1859, deux autres gares furent ouvertes en centre-ville : la gare de Princes Bridge et la gare de Spencer Street (maintenant gare de Southern Cross). Cette dernière desservait les lignes vers l'ouest de la cité, et était isolée du réseau est, jusqu'à ce qu'en 1879, une voie fût construite en rez-de-chaussée, la raccordant à la gare de Flinders Street. Cette voie fut remplacée en 1889 par le viaduc de Flinders Street.
La gare de Princes Bridge était à l'origine séparée de celle de Flinders Street, alors qu'elle se trouvait seulement de l'autre côté de Swanston Street. Lorsqu'en 1865 la voie ferrée fut prolongée par-dessous cette rue pour joindre les deux gares, celle de Princes Bridge fut fermée, et le resta jusqu'en avril 1879. À partir de 1909, cette gare fusionna peu à peu avec celle de Flinders Street. Jusque dans les années 1880, un certain nombre de projets furent lancés, mais aucun ne se concrétisa. La Place de la Fédération se trouve à l'emplacement de Princes Bridge.

### Le bâtiment actuel
En 1882, le gouvernement décida de créer une nouvelle gare centrale de voyageurs pour remplacer celle déjà existante. Un concours mondial d'architecture se déroula en 1899, avec 17 participants. Ce concours concernait la façade de la gare, les entrées et les quais étant fixés dans le plan réalisé par le ministère des chemins de fer.
Le premier prix de 500 livres sterling alla en 1899 aux employés du chemin de fer, J.W. Fawcett et H.P.C. Ashworth, dont le dessin, baptisé « Green Light » (lumière verte), s'inspirait de la Renaissance française, et comprenait un dôme géant et une tour horloge. Haut de trois étages, un hangar pour les trains, soutenu par trois arches, orienté est-ouest, aurait abrité les quais. Des modifications dans le dessin furent apportées par les Commissaires des chemins de fer en 1904. La grande toiture au-dessus des voies fut remplacée par des auvents individuels au-dessus de chaque quai, un sous-sol et quatre étages furent ajoutés du côté de Flinders Street, et les voûtes au-dessus de chaque entrée furent abaissées.

La gare de Flinders Street en 1927

Des rumeurs persistent à affirmer que le plan de la gare de Flinders Street fut fait à l'origine pour le terminus de Chhatrapati Shivaji à Bombay, en Inde. Mais aucune preuve convaincante, si ce n'est des similitudes dans les bâtiments, n'a été apportée pour soutenir cette rumeur. À São Paulo, au Brésil, la gare de la Luz, la principale gare ferroviaire de cette cité, s'est inspirée des lignes de la gare de Flinders Street.
Les travaux commencèrent en 1900 par le réarrangement des voies de la gare, pendant qu'on continuait à travailler sur le plan définitif du bâtiment de la gare. La construction du passage souterrain pour piétons débuta en 1901, tandis que les fondations du bâtiment principal furent achevées en 1903. En 1907, la gare possédait onze quais, et en 1909, la décision fut prise de construire les quais nos 12 et 13 à l'est de Swanston Street. Cette même année, le quai no 1 fut étendu vers l'est pour le trafic régional
. Un des auvents originaux des quais de Melbourne Terminus fut démonté et installé à la gare de Hawthorn, une banlieue est de Melbourne.
Les travaux concernant le bâtiment lui-même commencèrent en 1905, tout d'abord à son extrémité ouest, puis en progressant vers le dôme. Peter Rodger, un entrepreneur de Ballarat, obtint le contrat de 93 478 £. Les matériaux de construction, qui devaient être à l'origine la brique et le ciment, furent changés en brique et en granite gris d'Harcourt, « étant donné l'importance d'un tel bâtiment public ». Le bois fut employé pour la façade sud, à cause de la suppression du hangar unique au-dessus des voies. Cette face fut habillée de feuilles de zinc aluminium, qui ressemblaient à de grandes briques.
Les travaux du dôme commencèrent en 1906. Cette structure nécessitait d'importantes fondations, car elle s'étendait au-dessus des voies. En mai 1908, les travaux avançaient moins vite que prévu, repoussant la date d'achèvement au-delà d'août 1909. Le contrat de Rodger prit fin en août 1908. Une commission royale, nommée en mai 1910, considéra que Rodger pouvait être tenu pour responsable du retard pris en 1908, mais qu'il devait être dédommagé pour les difficultés rencontrées précédemment. La division « Way and Works » de Victorian Railways reprit le projet, la gare étant pour l'essentiel achevée pour le milieu de l'année 1909. La véranda le long de Flinders Street et le toit du hall et la véranda de Swanston Street ne furent achevés qu'après l'inauguration officielle en 1910.
Du côté de la façade donnant sur Flinders Street, le bâtiment possède un certain nombre de pièces, comprenant des bureaux et une salle de bal désaffectée. Pendant un certain nombre d'années, il abrita aussi une crèche sous le dôme principal, avec une aire de jeux en plein air sur un toit attenant. La boutique en sous-sol près de l'entrée principale est occupée par un chapelier depuis 1910. Appelée « City Hatters » depuis 1933, c'est maintenant le seul chapelier de Melbourne.
Le premier train électrique opéra depuis la gare de Flinders Street jusqu'à Essendon en 1919, et en 1926 elle était devenue la gare de voyageurs la plus fréquentée au monde. Pour répondre au nombre croissant de voyageurs, le passage souterrain de Degraves Street à la gare fut étendu du côté nord de Flinders Street en 1954. En mars 1966, le quai no 1 fut allongé, portant sa longueur totale à 708 m.

### Plans de réaménagement

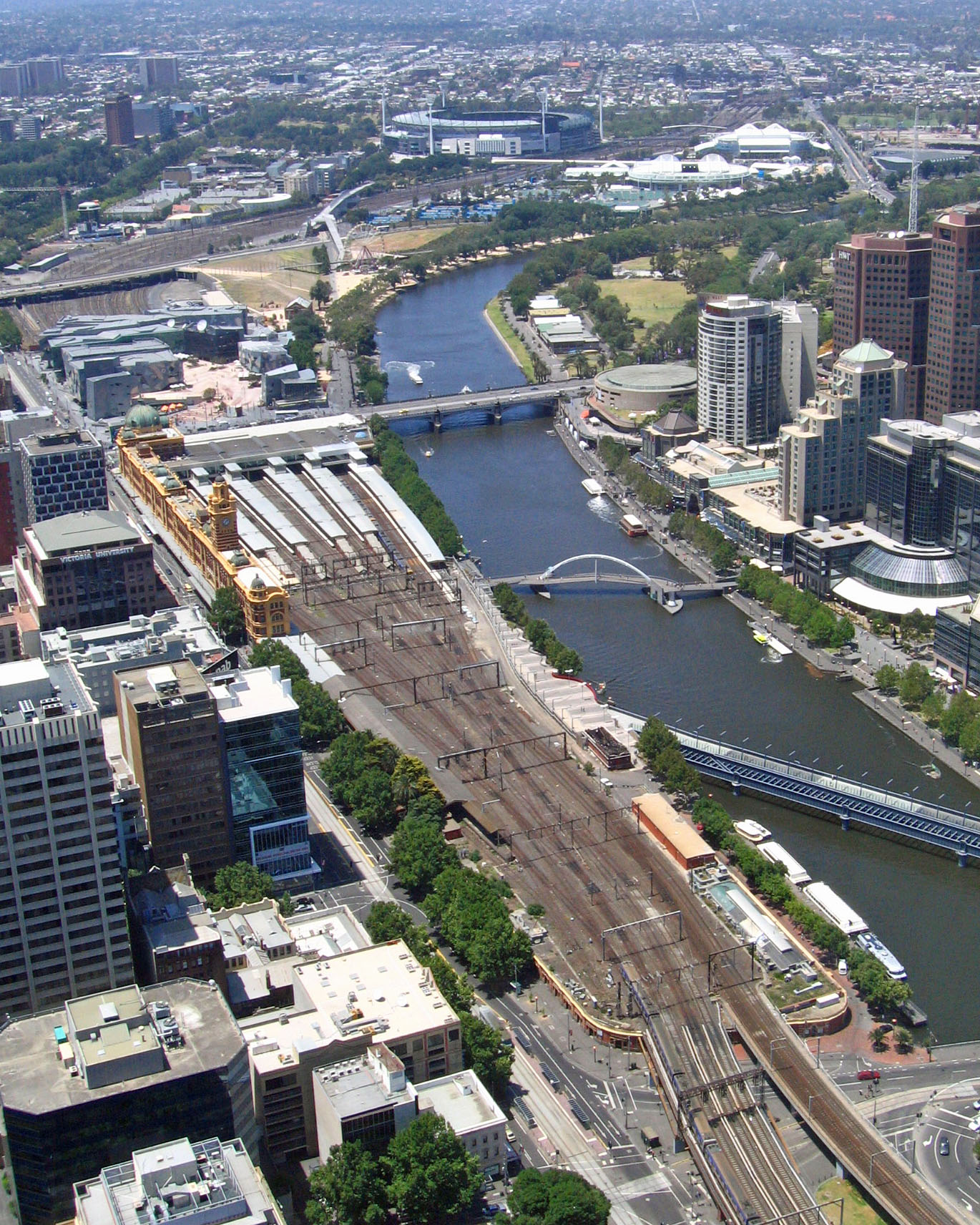
Vue aérienne de la gare de Flinders Street.

Des projets furent présentés à plusieurs reprises entre les années 1960 et 1970 pour la démolition ou le réaménagement de la gare, ainsi que de la zone de Jolimont Yard voisine. La gare était en mauvais état, n'ayant pas été entretenue depuis des décennies, et elle était recouverte d'affiches et de néons publicitaires.
En 1962, le ministre des Transports et HKJ Pty Ltd signèrent un accord de 30 millions £, qui aurait eu pour conséquence la démolition de la tour horloge et son remplacement par un gratte-ciel de bureaux de 60 étages. Les travaux devaient commencer en 1964, mais le « Gas and Fuel Building » fut finalement construit au-delà de la gare de Princes Bridge. En 1967, une compagnie acheta une option pour louer l'espace au-dessus de la gare, prévoyant de construire un centre commercial et deux tours de bureaux, le dôme et la tour horloge étant conservés comme parties du décor, mais une vive opposition fit échouer le projet.
En 1972, le Premier ministre du Victoria, Sir Henry Bolte, présenta un autre projet de réaménagement, où un complexe de boutiques, de bureaux, de théâtres et d'autres installations publiques aurait occupé 10 hectares de terrain au-dessus de la gare et de Jolimont Yard. En 1974, l'enquête d'un journal indiquait que les études étaient toujours en cours pour ce projet de 250 millions de $, mais en 1975, l'avis du public avait commencé à s'orienter vers la conservation de la gare.
En 1989, sous le gouvernement travailliste de John Cain, un accord pour construire le « Festival Marketplace » fut signé. Conçu par le bureau d'architectes Daryl Jackson, il devait être bâti sur les quais existants dans un style en accord avec celui de la gare, et devait être achevé pour 1992. Prévu pour comporter des boutiques, des restaurants et des cafés, ce projet fut abandonné en 1991, à cause de l'incapacité des financiers d'apporter les 205 millions de dollars requis.

### Remise à neuf

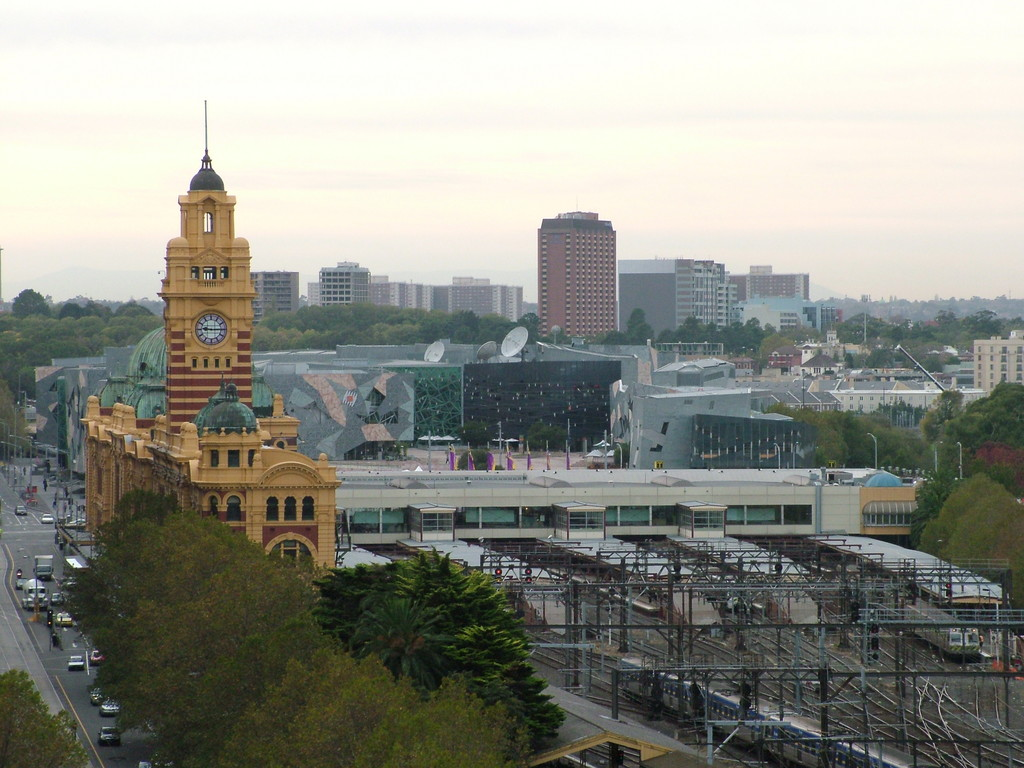
Vue d'ensemble de la gare depuis l'ouest

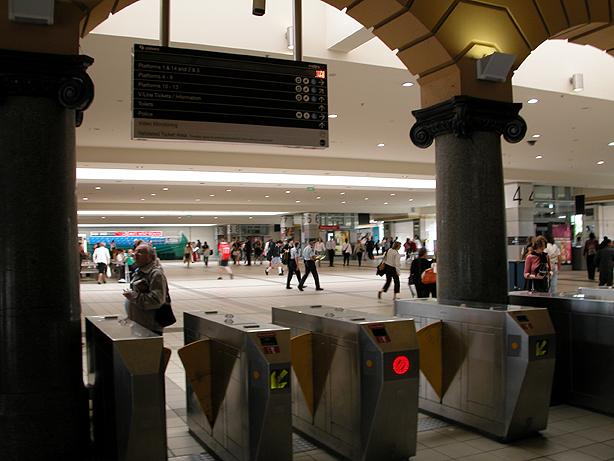
Hall principal depuis le dôme

De toutes les parties de la gare, c'est le hall de Swanston Street qui a subi le plus de changements, il fait trois fois la taille de sa structure originale, et il ne lui ressemble plus guère. Après la première tranche de travaux en 1985, le conseiller de la ville de Melbourne, Trevor Huggard, qualifia la rénovation de « vandalisme d'importantes parties historiques de la gare », et, en 1997, le National Trust of Australia décrivit les additions au hall comme incongrues et nuisibles, donnant à la gare « le caractère d'un centre commercial moderne » .
En 1982, le ministre des Transports annonça une remise à neuf de 7 millions de $, divisée en quatre phases, qui s'acheva en 1984. Les quais nos 2 et 3 reçurent les premiers escalators de la gare, en remplacement des anciennes rampes, et les actuelles toilettes publiques remplacèrent celles des quais. De nouvelles rampes d'accès aux quais moins raides que les anciennes furent installées, et de nouvelles lucarnes en plafond permirent un meilleur éclairage. Le hall principal de la gare fut carrelé et agrandi vers l'ouest de l'autre côté des voies, et seize nouvelles boutiques y ouvrirent, ainsi qu'un restaurant côté sud, le long du Yarra. Le restaurant ouvrit en octobre 1985, mais ferma peu après, le site devenant en 1994 « Clocks on Flinders », une salle de machines à sous. En juin 1985, les marches principales furent équipées de résistances électriques qui les maintiennent sèches en permanence.
En 1993, le passage souterrain pour piétons d'Elizabeth Street fut prolongé jusqu'à Southbank. Des travaux de préservation furent entrepris sur le bâtiment principal, la façade extérieure étant peinte aux couleurs originelles, l'éclairage extérieur installé, et les vitraux au-dessus de chaque entrée restaurés. D'autres modifications furent effectuées jusqu'en fin des années 1990, comme la création d'un accès depuis le hall principal de Swanston Street vers le quai no 1, l'utilisation de surfaces podotactiles pour recouvrir les quais, et le remplacement des rampes d'accès restantes par des escalators et des ascenseurs,.
Les voies situées à l'est furent reconstruites en 1997-1998 pour préparer la place au Federation Square. Jolimont Yard fut supprimé, 40 millions de dollars étant dépensés pour réduire les 53 lignes d'exploitation entre Flinders Street et la gare de Richmond à seulement 12. Le nombre d'aiguillages fut aussi réduit, passant de 164 à 48. Ces changements concernèrent aussi la réaffectation de l'utilisation des quais de la gare, les trains régionaux passant du quai no 1 au no 10, et les trains du groupe de Clifton Hill ((les lignes d'Hurstbridge et d'Epping) étant déplacés de Princes Bridge au quai no 1. Les quais avaient été renumérotés lors de la fusion officielle des gares de Princes Bridge et de Flinders street le 29 juin 1980.
La dernière tranche des modifications s'acheva en 2007. Elle comprenait la remise à neuf du toit du bâtiment et des fondations du hall, la modernisation du quai no 10, des escalators et un ascenseur y remplaçant la rampe, le regroupement de tous les guichets de vente de billets près de l'entrée principale, sous le dôme, et l'installation d'un nouveau système d'affichage LCD pour les voyageurs sur les quais, dans les passages souterrains et dans le hall. En mars 2009, un escalator remplaça l'ascenseur des quais nos 12 et 13, le no 12 étant agrandi vers l'ouest en plein air, dans l'alignement de l'ancien quai no 11.
Des travaux furent entrepris dans le hall principal, afin de permettre la location de l'espace à des magasins de détail. 150 000 $ furent provisionnés pour étudier le potentiel des espaces publics de la gare. Cette enquête serait supervisée par une commission formée de représentants de Connex Melbourne, du Comité pour Melbourne, du conseil municipal de la ville, de Heritage Victoria et du National Trust of Australia.

## Les horloges

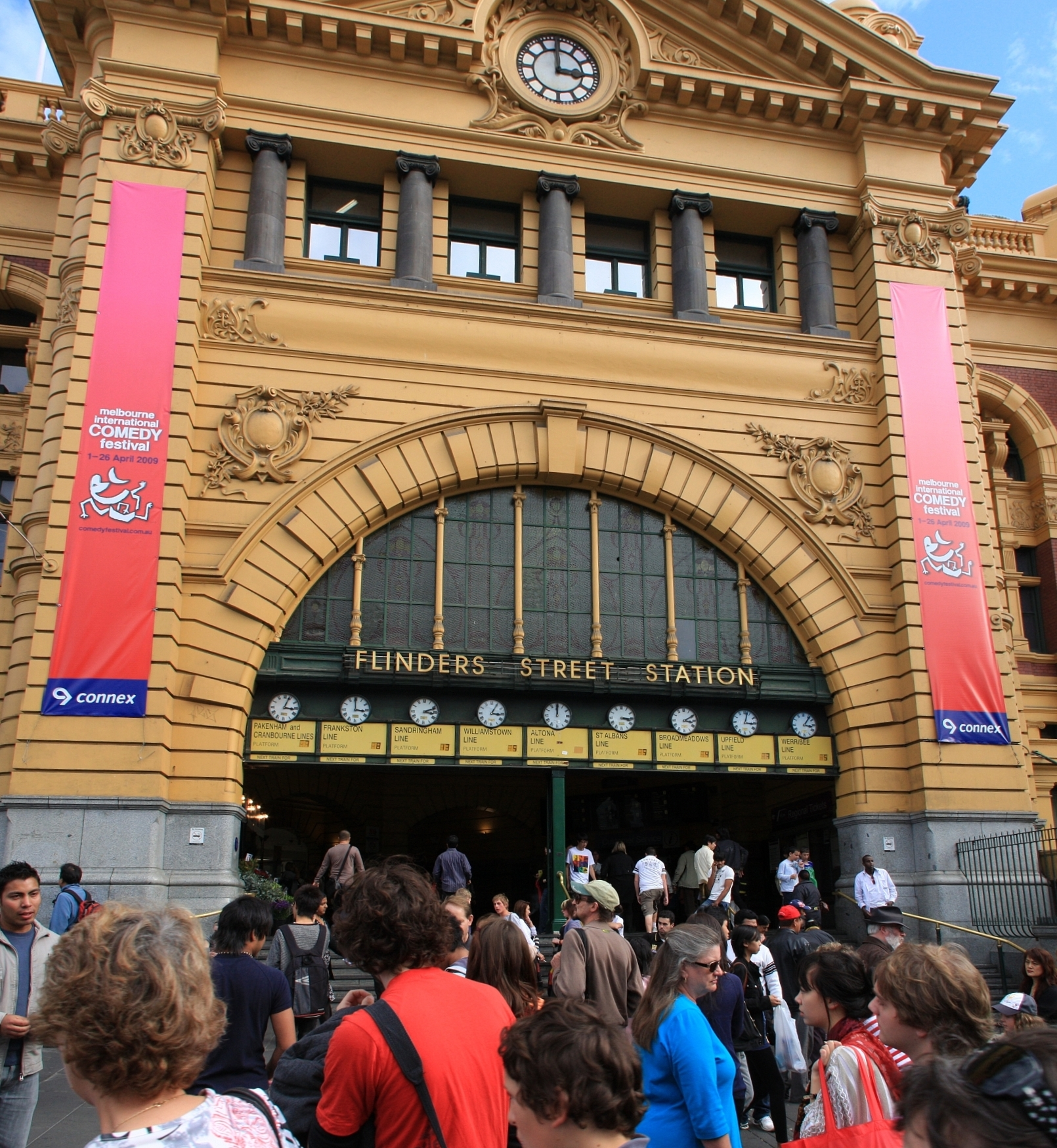
Les horloges en journée

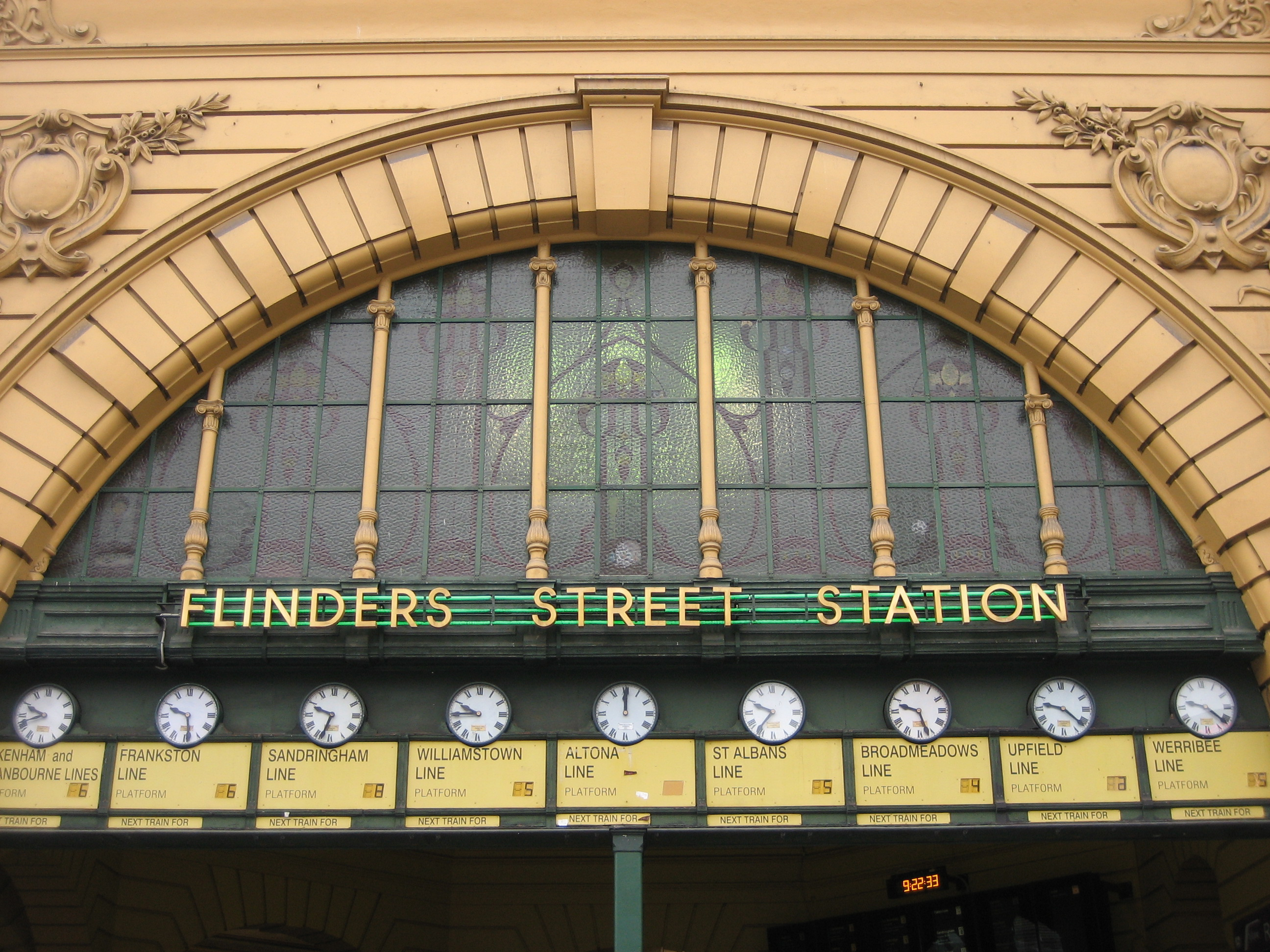
Le vitrail avec les horloges

Les horloges caractéristiques, qui se trouvent sous le dôme principal, et qui indiquent l'heure de départ des prochains trains, datent des années 1860. Soixante « indicateurs Bathgate » furent achetés en Angleterre pour être installés dans les gares de Flinders Street, de Spencer Street, de Richmond et de South Yarra. Celles de Flinders Street furent entreposées lorsque la vieille gare fut démolie en 1904, et 28 d'entre elles furent placées dans la nouvelle gare en 1910. Elles se trouvaient dans l'entrée principale, sous le dôme, dans la galerie sud et dans les entrées de Degraves Street et d'Elisabeth Street.
Manipulées manuellement par un agent de la gare à l'aide d'une longue perche, les horloges étaient changées en moyenne 900 fois par tranches de 8 heures. Les horloges indicatrices originelles furent retirées du service en 1983, lors du réaménagement de la gare, et elles devaient être remplacées par des horloges digitales. Le déluge de protestations et de sensiblerie exprimé par le public fit annuler cette décision en seulement une journée. Les horloges de l'entrée principale furent modifiées afin d'être commandées automatiquement par ordinateur, tandis que celles des entrées de Degraves Street et d'Elisabeth Street furent remplacées par des affichages type split-flap, utilisés couramment dans les aéroports.
Depuis 1883, une tour horloge avait aussi existé à l'extrémité d'Elizabeth Street. La première tour horloge fut baptisée « Water Tower Clock », en souvenir d'un château d'eau à structure de bois érigé sur ce site en 1853. Cette horloge resta en place jusqu'en 1905, époque à laquelle commencèrent les travaux de la nouvelle gare, qui virent le déplacement de la tour horloge à l'extérieur de la gare de Princes Bridge. En 1911, elle fut transférée à la gare de Spencer Street, où elle resta jusqu'à la rénovation de cette gare en 1967. Vendue à un collectionneur privé, elle redevint propriété publique, et elle se trouve maintenant au Scienceworks Museum à Spotswood.
La tour horloge actuelle d'Elizabeth Street fut construite entre août 1906 et novembre 1907, par l'horloger de Melbourne, F. Ziegeler, selon un modèle anglais. À l'origine, elle devait être remontée tous les jours, elle fonctionne maintenant électriquement.

## Postes d'aiguillage

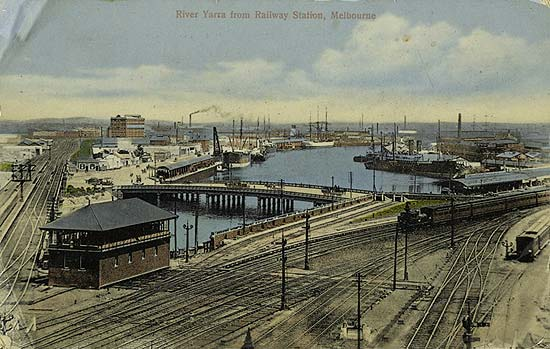
Poste d'aiguillage « A » de Flinders Street vers 1913

Les premiers postes d'aiguillage furent mis en service en 1883, un à chaque extrémité des quais. Un troisième quai isolé fut construit dans les années 1890. Depuis les années 1900 et jusqu'en 1983, cinq postes d'aiguillage contrôlèrent le trafic de la gare. Remplacés plus tard par Metrol, quatre d'entre eux furent déplacés à l'ouest à Jolimont Yard.
Flinders Street A était situé à l'extrémité est de Flinders Street entre les lignes de St Kilda / Port Melbourne et Spencer Street, et contrôlait tout le trafic venant de l'est. Bâti en briques dans le style traditionnel des Victorian Railways, il possédait deux tables d'enclenchement mécaniques de taille identique, totalisant 280 leviers. Les signaux mécaniques furent retirés du service en octobre 1979. Le poste brûla deux fois, la dernière fois en 2002, détruisant la superstructure en bois et en verre, ainsi que le toit en ardoise. Maintenant reconstruit et baptisé « Signal », il est utilisé, grâce aux subventions de la ville de Melbourne, comme centre d'arts pour les jeunes.
Flinders Street B était situé à l'extrémité des quais 8 et 9 côté Richmond. Il contrôlait les lignes du sud depuis Jolimont Yard. Bâti en briques dans le style traditionnel des Victorian Railways, il fut démoli lors de la construction de Federation Square.
Flinders Street C était situé au-delà de l'extrémité des quais 4 et 6, côté Richmond. Il contrôlait les lignes du nord. Bâti en briques dans le style traditionnel des Victorian Railways, il fut démoli lors de la construction de Federation Square.
Flinders Street D était situé sur le quai isolé de la gare de Princes Bridge, côté Richmond, quai renuméroté plus tard nos 15 et 16 de Flinders street. Fait en briques ordinaires, il existe toujours aujourd'hui, juste à l'extérieur de Federation Square Deck, mais il n'est plus utilisé comme poste d'aiguillage.
Flinders Street E était situé à Richmond Junction. Il contrôlait l'embranchement, ainsi que l'accès aux voies de garage côté Richmond. Réalisé en briques ordinaires, il existe toujours aujourd'hui, en dessous du pont William Barak, mais il n'est plus utilisé comme poste d'aiguillage.

## Service des voyageurs

### Accueil

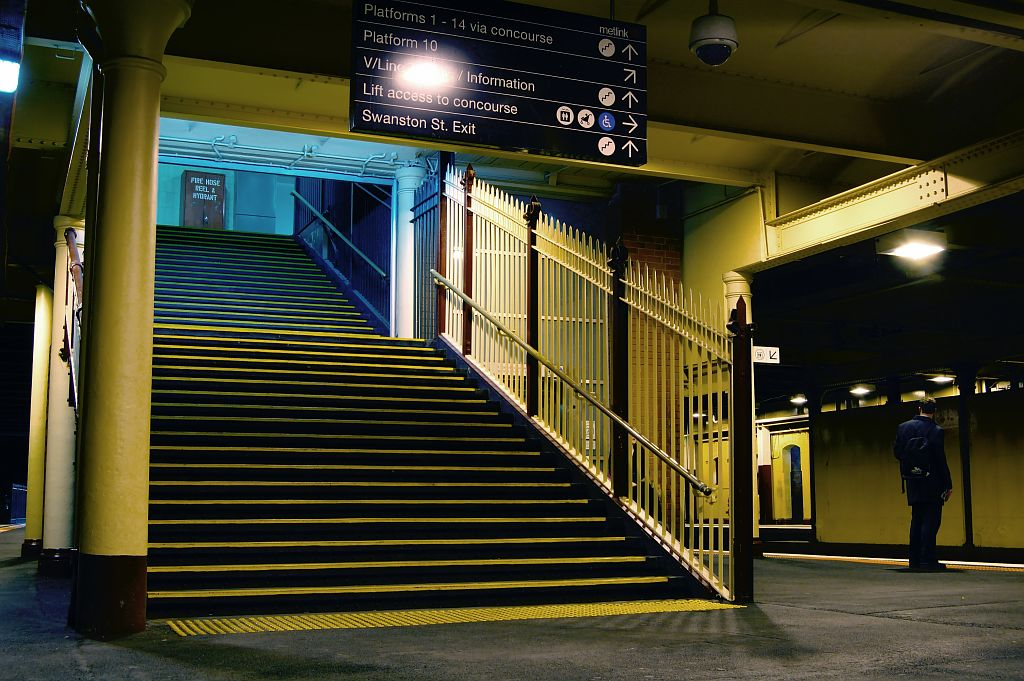
Escalier depuis les quais 12 et 13

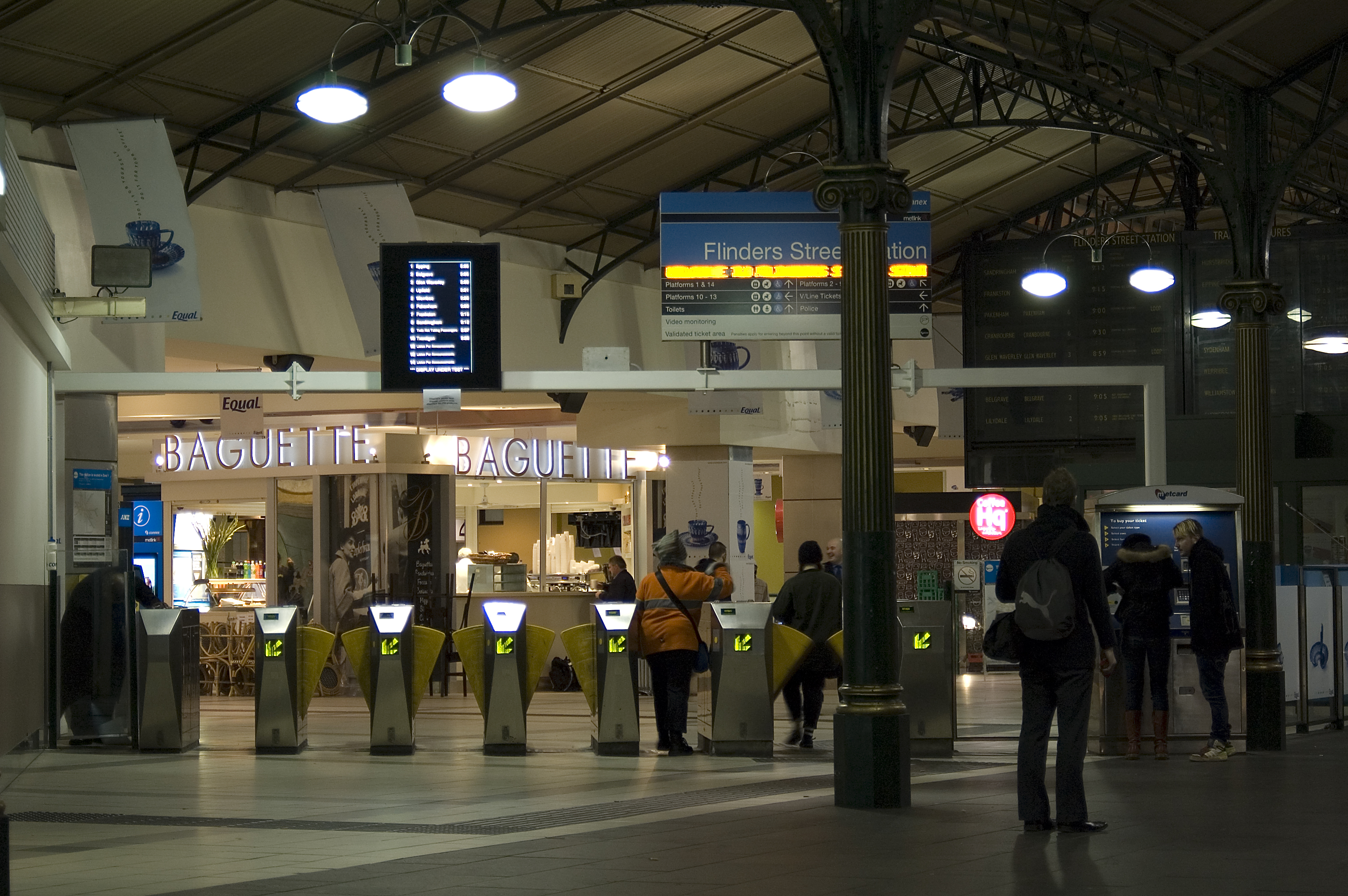
Portillons automatiques à l'entrée est, boutiques à l'arrière-plan

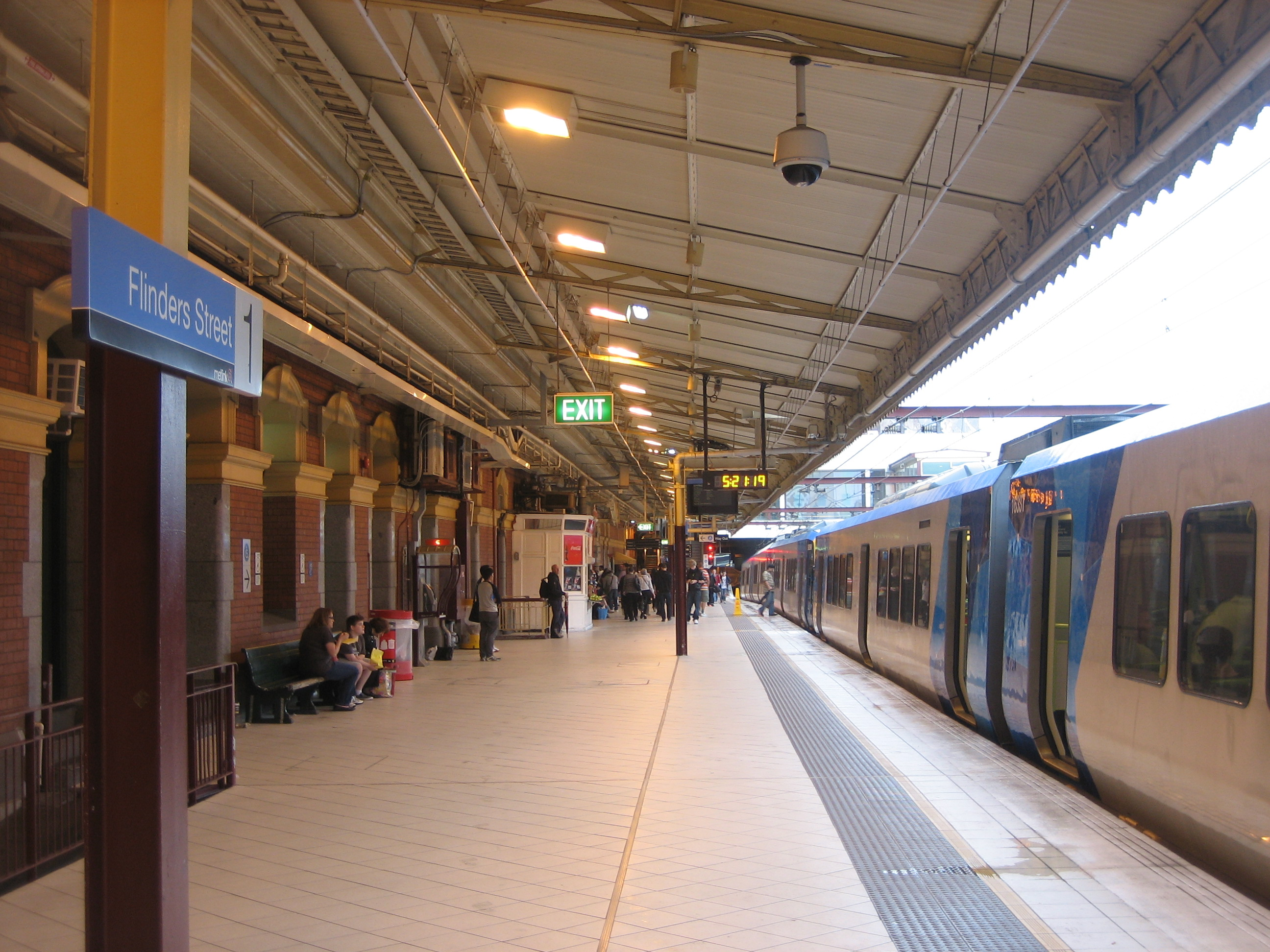
Le Quai 1 de la gare

Les quais de la gare de Flinders street sont numérotés du nord au sud - le quai no 1 étant le plus au nord.
L'extrémité est du quai no 1 est appelée quai no 14. Ce quai se trouve sous le hall principal après les escalators du quai 1. Les quais 12 et 13 se trouvent également sous le hall principal, à l'extrémité est des quais 10 et 11. Le quai 11 n'est actuellement pas utilisé et n'a plus de rails. Les quais 15 et 16 faisaient partie de l'ancienne gare de Princes Bridge, et se trouvaient au nord du quai no 14. Ils ont été tous deux démolis lors de la construction de Federation Square.
Trois halls permettent de rejoindre les quais. Le hall principal se trouve dans la partie est de la gare, à l'écart de Swanston Street et du dôme. Il a un accès direct à tous les quais via des escalators, des escaliers et des ascenseurs. Le passage souterrain de Degraves Street passe sous le milieu de la gare et ressort dans la partie nord de Flinders Street. Il permet l'accès direct à tous les quais, sauf aux nos 12 et 13. Le passage souterrain d'Elizabeth Street se trouve à l'ouest, et a un accès direct via des rampes à tous les quais, sauf aux nos 1, 12, 13 et 14.

### Desserte en semaine
Quais 1 et 14 :
- Ligne de South Morang – dessert toutes les gares jusqu'à Epping
- Ligne d'Hurstbridge - dessert toutes les gares, et a des services à nombre d'arrêts limité jusqu'à Heidelberg, Macleod, Greensborough, Eltham et Hurstbridge

Quais 2 et 3 :
- Ligne de Lilydale - dessert toutes les gares, et a des services à nombre d'arrêts limité jusqu'à Box Hill, Blackburn, Ringwood, Lilydale, Upper Ferntree Gully et Belgrave
- Ligne de Glen Waverley - dessert toutes les gares, et a des services à nombre d'arrêts limité jusqu'à Glen Waverley
- Ligne d'Alamein - dessert toutes les gares jusqu'à Riversdale, Ashburton et Alamein

Quais 4 et 5 :
- Ligne de Craigieburn - dessert toutes les gares jusqu'à Broadmeadows et Craigieburn
- Ligne d'Upfield - dessert toutes les gares jusqu'à Gowrie et Upfield
- Ligne de Sydenham - dessert toutes les gares, et a des services à nombre d'arrêts limité jusqu'à Sunshine, St Albans et Watergardens
- Ligne de Werribee (voir aussi quai 10) - dessert toutes les gares, et a des services à nombre d'arrêts limité jusqu'à Werribee

Quais 6 et 7 :
- Ligne de Pakenham - dessert toutes les gares, et a des services à nombre d'arrêts limité jusqu'à Oakleigh, Westall, Dandenong, Pakenham et Cranbourne
- Ligne d'Alamein - dessert toutes les gares jusqu'à Riversdale, Ashburton et Alamein
- Ligne de Lilydale - dessert toutes les gares jusqu'à Box Hill et Blackburn

Quais 8 et 9 :
- Ligne de Frankston - dessert toutes les gares, et a des services à nombre d'arrêts limité jusqu'à Cheltenham, Mordialloc, Carrum et Frankston
- Ligne de Gippsland – Services grandes lignes à partir de Southern Cross jusqu'à Traralgon, Sale et Bairnsdale

Quai 10 :
- Ligne de Williamstown - dessert toutes les gares jusqu'à Williamstown
- Ligne de Werribee - (voir aussi quai 5) dessert toutes les gares, et a des services à nombre d'arrêts limité jusqu'à Werribee

Quais 12 et 13 :
- Ligne de Sandringham - dessert toutes les gares jusqu'à Sandringham

### Desserte le week-end
Quai 1 :
- Ligne d'Epping - dessert toutes les gares jusqu'à Epping
- Ligne de Hurstbridge – services à nombre limité d'arrêts jusqu'à Eltham et Hurstbridge

Quais 2 et 3 :
- Ligne de Lilydale - services à nombre limité d'arrêts jusqu'à Lilydale et Belgrave
- Ligne de Glen Waverley - dessert toutes les gares jusqu'à Glen Waverley

Quais 4 et 5 :
- Ligne de Craigieburn - dessert toutes les gares jusqu'à Craigieburn
- Ligne d'Upfield - dessert toutes les gares jusqu'à Upfield
- Ligne de Sydenham - services à nombre limité d'arrêts jusqu'à Watergardens
- Ligne de Werribee - dessert toutes les gares jusqu'à Werribee

Quais 6 et 7 :
- Ligne de Pakenham - dessert toutes les gares jusqu'à Pakenham et Cranbourne
- Ligne de Frankston - services à nombre limité d'arrêts jusqu'à Frankston

Quais 8 et 9 :
- Ligne de Sandringham - dessert toutes les gares jusqu'à Sandringham
- Ligne de Flemington Racecourse - services à nombre limité d'arrêts jusqu'à Showgrounds et Flemington Racecourse (uniquement lors des courses)

Quai 10 :
- Ligne de Gippsland – services grandes lignes depuis Southern Cross jusqu'à Traralgon, Sale et Bairnsdale

### Intermodalité

#### Arrêts tramways sur Swanston Street
- Ligne de tram no 1 - East Coburg (Bell & Nicholson Streets) via Swanston Street, Lygon Street, Holmes Street et Nicholson Street
- Ligne de tram no 1 - South Melbourne Beach (Beaconsfield Parade & Victoria avenue) via St Kilda road, Sturt Street, Park Street, Montague Street et Victoria Avenue
- Ligne de tram no 3 - Université de Melbourne via Swanston Street
- Ligne de tram no 3 - East Malvern (Waverley & Darling roads) via St Kilda road, Balaclava road et Waverley road
- Ligne de tram no 5 - Université de Melbourne via Swanston Street
- Ligne de tram no 5 - Malvern (Wattletree & Burke roads) via St Kilda road, Queens way, Dandenong road et Wattletree road
- Ligne de tram no 6 - Université de Melbourne via Swanston Street
- Ligne de tram no 6 - Glen Iris (High Street & Burke road) via St Kilda road et High Street
- Ligne de tram no 8 - Moreland (Moreland road & Cameron Street) via Swanston Street, Lygon Street, Holmes Street, Nicholson Street et Moreland road
- Ligne de tram no 8 - Toorak (Toorak & Glenferrie roads) via St Kilda road et Toorak road
- Ligne de tram no 16 - Université de Melbourne via Swanston Street
- Ligne de tram no 16 - Kew (Glenferrie et Cotham roads) via St Kilda road, Fitzroy Street, The Esplanade, Carlisle Street, Balaclava road, Hawthorn road et Glenferrie road
- Ligne de tram no 64 - Université de Melbourne via Swanston Street
- Ligne de tram no 64 - East Brighton (Hawthorn road & Napean highway) via St Kilda road, Queens way, Dandenong road et Hawthorn road
- Ligne de tram no 67 - Université de Melbourne via Swanston Street
- Ligne de tram no 67 - Carnegie (Glenhuntly & Koornang roads) via St Kilda road, Brighton road et Glenhuntly road
- Ligne de tram no 72 - Université de Melbourne via Swanston Street
- Ligne de tram no 72 - Camberwell (Bourke & Cotham roads) via St Kilda road, Commercial road, Malvern road et Burke road.

#### Arrêts tramways sur Elizabeth Street
- Ligne de tram no 19 - North Coburg (Sydney et Bakers road) via Elizabeth Street, Royal Parade et Sydney road
- Ligne de tram no 57 - West Maribyrnong (Cordite avenue & Central Park avenue) via Elizabeth Street, Victoria Street, Errol Street, Queensberry Street, Abbotsford Street, Flemington road, Racecourse road, Epsom road, Union road, Maribyrnong road, Raleigh road et Cardite avenue
- Ligne de tram no 59 - Westfield Airport West via Elizabeth Street, Flemington road, Mount Alexander road, Fletcher Street, Keilor road et Matthews avenue

#### Arrêts tramways sur Flinders Street
- Ligne de tram no 48 - Docklands (Waterfront City) via Flinders Street, Docklands Drive et Harbour esplanade
- Ligne de tram no 48 - North Balwyn (Doncaster road) via Flinders Street, Wellington Parade, Bridge road, Church Street, High Street et Doncaster road
- Ligne de tram no 70 - Docklands (Bourke Street) via Flinders Street et Harbour esplanade
- Ligne de tram no 70 - Wattle Park (Elgar road & Riversdale road) via Flinders Street, Melbourne Park, Swan Street et Riversdale road
- Ligne de tram no 75 - City (Spencer & Latrobe Streets) via Flinders Street et Spencer Street
- Ligne de tram no 75 - Vermont South (Burwood highway & Hanover road) via Flinders Street, Wellington Parade, Bridge road, Burwood road, Riversdale road, Camberwell road, Toorak road et Burwood highway
- Tour de la cité par tram - Flinders Street, Spring Street, Latrobe Street, Docklands

## Jumelage
Depuis le 14 novembre 1993, la gare de Flinders Street est jumelée avec la gare de Mojikō à Kitakyūshū au Japon.